# Mirko Felicetti
Mirko Felicetti (Cavalese, 15 luglio 1992) è uno snowboarder italiano.

## Carriera
Dal 2008 Felicetti prende parte principalmente alla Coppa Europa, che nella stagione 2013/14 ha chiuso al sesto posto nella classifica. Nel marzo 2011 debutta nella Coppa del Mondo in Valmalenco, classificandosi al 45º posto nello slalom gigante parallelo. Nei seguenti Campionati mondiali junior conquista l'ottavo posto nello slalom parallelo ed il settimo posto nello slalom gigante parallelo.
Nel mese di aprile 2012 diventa campione italiano di slalom parallelo.
All'inizio della stagione 2014/15 conquista a Montafon il suo primo podio con il terzo posto nello slalom parallelo e sale nella Top Ten della Coppa del Mondo.
Nel gennaio 2015 giunge al secondo posto nello slalom gigante parallelo della Coppa del Mondo a Rogla. Nel mese di marzo 2015 conquista il terzo posto nella gara di slalom parallelo di Asahikawa e chiude al secondo posto della classifica generale di Coppa del Mondo. Nello stesso mese si laurea campione italiano di slalom parallelo. Nella Coppa del Mondo di snowboard 2016 partecipa a sette gare della Coppa del Mondo, giungendo nella top ten per cinque volte, tra cui il terzo posto negli slalom paralleli di Cortina d'Ampezzo e Bad Gastein, raggiungendo il secondo posto della classifica finale del generale parallelo.

## Palmarès

### Coppa del Mondo
- Miglior piazzamento nella Coppa del Mondo di parallelo: 7º nel 2015, nel 2016 e nel 2020
- 12 podi:
  - 1 vittoria
  - 4 secondi posti
  - 7 terzi posti

#### Coppa del Mondo - vittorie
| Data             | Luogo         | Paese  | Disciplina |
| ---------------- | ------------- | ------ | ---------- |
| 29 febbraio 2020 | Blue Mountain | Canada | PGS        |

Legenda:

PGS = Slalom gigante parallelo